# إشابة
الإشابة أو التطعيم في الإلكترونيات هي عملية مصنعية تتم لتحويل نبيطة شبه الموصل من كونها شبه موصل ذاتي لتصبح شبه موصل مشاب، عن طريق إدخال ذرات عناصر خماسية التكافؤ او ثلاثية التكافؤ بعناية ونسب مسيطر عليها.
يستخدم زرنيخيد الغاليوم الثلاثي النقي كحامل للإشابة، فهو شبه موصل. عند إضافة كمية قليلة من مادة مانحة تحتوي 5 إلكترونات مثل الإثمد أو الفسفور أو الزرنيخ أو غيرها من عناصر المجموعة الخامسة في الجدول الدوري إلى السيليكون النقي تصبح بلوراته مشابة، حينها بلورة شبه موصل سالب أما إذا أضيف للبلورة النقية مادة متقبلة من عناصر المجموعة الثالثة تحتوي ذراتها على ثلاثة إلكترونات فعندها ستشكل الإلكترونات الثلاث رابطة تساهمية مع إلكترونات الذرات المجاورة وتبقى الرابطة الرابعة غير مكتملة مما يؤدي إلى تكون فجوة إلكترونية وتسمى البلورة من هذا النوع بلورة شبه موصل موجب.

## بعض الأنواع
نوع III-V-GaAs وهو زرنيخيد غاليوم ثلاثي نقي يشوب بقليل من الكربون فيكون فجوات إلكترونية (موجب الشحنات ) ، أما إذا طعم ب تلوريوم فيصبح غنيا بالإلكترونات وبالتالي يحتوي على شحنات سالبة .
مادة شبه موصلة تستخدم كثيرا في الإلكترونيات هي أكسيد السيليكون النقي حيث يمكن إشابة ه بالبورون أو ب الفسفور. وينتج منه زجاج بورفوسفات سيليكات BPSG الذي تنخفض درجة انصهاره نحو 700 درجة مئوية عن نقطة انصهار أكسيد السيليكون. لهذا يستخدم في صناعة الويفر .

## إشابة السيليكون
1) إشابة السيليكون لينتج النوع N من شبه موصل.

إشابة السيليكون : ينتج نوع N

أضفنا ذرة فوسفور تمد السيليكون بإلكترون حر (أحمر).
2) إشابة السيليكون لينتج النوع P من شبه موصل .

إشابة السيليكون : لينتج النوع P

هنا أضيفت ذرة بورون إلى السيليكون النقي فكونت فيه فجوة إلكترونية.

## تركيب ترانزيستور

مقطع في مقحل ثنائي الأقطاب ، نوع NPN

يتكون الترانزيستور في العادة من ثلاثة طبقات من نوع NPN أو PNP .
الشكل المبين يوضح تركيب ما يسمى مقحل ثنائي الأقطاب